# Usumatlán
Usumatlán (ehemals  San Juan Uzumatlán) ist ein Ort und ein Municipio im Departamento Zacapa in Guatemala. Der Ort liegt rund 150 km nordöstlich von Guatemala-Stadt und 37 km westlich der Stadt Zacapa nahe der Atlantikfernstraße CA 9 auf 230 m Höhe.
Das Municipio liegt im Westen Zacapas und erstreckt sich vom Tal des Río Motagua in die nördlich davon liegenden Berge. Es hat insgesamt etwas über 10.000 Einwohner, von denen der größte Teil Ladinos sind. Das Municipio besteht neben dem Hauptort Usumatlán aus mehreren „Landgemeinden“ (Aldeas). Hauptwirtschaftszweige sind die Landwirtschaft, das Handwerk und der Dienstleistungssektor.
Angrenzende Municipios sind Teculután im Norden und Osten, Huité im Osten und Cabañas im Süden. Im Westen grenzt Usumatlán an San Cristóbal Acasaguastlán im Departamento El Progreso.